# Leroy Dixon
Leroy Dixon, född den 20 juni 1983, är en amerikansk friidrottare som tävlar i kortdistanslöpning.
Dixon deltog tillsammans med Darvis Patton, Wallace Spearmon och Tyson Gay i det amerikanska stafettlag som vann guld vid VM i Osaka på 4 x 100 meter. 
Dixon deltog även vid inomhus-VM 2008 i Valencia där han blev utslagen i semifinalen på 60 meter.